# Onyanko Club
Onyanko Club (おニャン子クラブ) fu un gruppo di Idol Giapponesi attivo nella seconda metà degli anni '80. 
Il gruppo fu creato tramite Yuyake NyanNyan un programma televisivo della rete televisiva Fuji TV. 
Il produttore generale del gruppo Yasushi Akimoto diventerà nel tempo un produttore estremamente famoso in Giappone, avendo scritto musica per differenti gruppi di idol famosi negli anni 2000 tra i quali AKB48, Keyakizaka 46, Nogizaka 46.

Nonostante il gruppo ebbe breve durata diventò in poco tempo uno dei gruppi femminili più famosi degli anni '80.

Il gruppo fu il primo a creare il concetto di graduation in cui nuovi membri venivano aggiunti dopo la partenza dal gruppo di membri che ne facevano parte in precedenza.
Dal gruppo ebbero vita altri sotto-gruppi formati da un ristretto numero dei membri del gruppo tra cui le Ushiroyubi Sasaregumi (famose per le sigle dell'anime High School Kimengumi), Nyangilas e Ushirogami Hikaretai.
Una delle componenti del gruppo Shizuka Kudo divenne famosa come cantante diventando una delle più famose degli anni '90.

## Membri
Tutti i membri del gruppo avevano un numero identificativo dato a seconda di quando si erano unite al gruppo, a parte i primi 11 membri che essendosi uniti nello stesso periodo all'interno del gruppo ricevettero numeri casuali.
Inoltre i membri No.1,No. 2,No. 3,No. 7, No. 10 vennero cacciati dal gruppo in seguito ad uno scandalo, conosciuto come lo Scandalo del fumo Del Shunkan Bunshun, in cui furono sorprese ad fumare prima di aver raggiunto la maggiore età, cosa che avrebbe minato all'immagine di purezza del gruppo:
- No.1 Mika Okuda
- No.2 Michiko Enokida
- No.3 Kayoko Yoshino
- No.4 Eri Nitta 
Il membro più popolare agli inizi del gruppo 
Divenne solista col singolo Pink no Opera Glass
- No.5 Miharu Nakajima
- No.6 Aki Kihara
- No.7 Mamiko Tomoda
- N0.8 Sayuri Kokusho 
Divenne solista col singolo Valentine Kiss
- No.9 Miki Nagoya
- No.10 Mayumi Sato
- No.11 Satomi Fukunaga 
Divenne solista col singolo Kaze no Invitation
- No.12 Sonoko Kawai 
Divenne la prima solista del gruppo col singolo Namida no Jasmine Love
- No.13 Kazuko Utsumi 
Divenne solista col singolo Aoi Memories usato nell'anime Touch
Conosciuta come la Regina dei Lati B.
- No.14 Harumi Tomikawa
- No.15 Rika Tatsumi 
Membro delle Nyangilas 
Rilascio un solo singolo solista Sonna tsumari Janakatta no Ni
- No.16 Mamiko Takai 
Membro delle Ushiroyubi Sasaregumi 
Divenne solista col singolo Cinderella-tachi he Dengon
- No.17 Sanae Jyounouchi 
Divenne solista col singolo Ajisaibashi
Cantante Enka
- No.18 Ruriko Nagata 
Conosciuta come Ruri-ruri.[7] 
Avrebbe dovuto debuttare dopo lo scioglimento del gruppo ma fu scartata perché considerata non vendibile 
Non permette l'utilizzo della sua persona nelle recenti pubblicazioni del gruppo
- No.19 Yukiko Kawai 
Membro delle Ushiroyubi Sasaregumi 
Conosciuta come Yuuyu[8] 
Divenne solista col singolo Tenshi no Bodyguard
- No.20 Yoko Teramoto
- No.21 Tamaki Gomioka
- No.22 Mako Shiraishi 
Membro delle Nyangilas
- No.23 Kaori Ayashi
- No.24 Fumiyo Mita
- No.25 Akie Yoshizawa 
Interpretò Yukino Nagima nel J-drama Sukeban Deka III: Shojo Tekkamen Densetsu.[9] 
Divenne solista col singolo Naze? no Arashi
- No.26 Yoshie Akasaka
- No.27 Aki Matsumoto
- No.28 Mutsumi Yokota
- No.29 Minayo Watanabe 
Divenne solista col singolo Hitomi ni Yakusoku
- No.30 Chiaki Mikami 
Divenne dopo lo scioglimento del gruppo assistente di volo
- No.31 Yuko Yajima
- No.32 Kumiko Susan Yamamoto 
Unico membro multirazziale del gruppo
- No.33 Tomoko Fukawa 
Sorella di Toshikazu Fukawa della boy band giapponese Shibukigakitai.[10]
- No.34 Mami Yumioka
- No.35 Takako Okamoto
- No.36 Marina Watanabe 
Divenne solista col singolo Shinkokyuu Shite
- No.37 Kaori Onuki
- No.38 Shizuka Kudo 
Membro delle Ushirogami Hikaretai 
Divenne solista col singolo Kindan no Telepathy 
Ha cantato le sigle per diversi anime tra cui Dragon Ball GT, Fairy Tail e Pretty Cure Max Heart
Ha interpretato Megara nel doppiaggio giapponese di Hercules della Disney[11]
- No.39 Maki Takabatake
- No.40 Akiko Ikuina 
Membro delle Ushirogami Hikaretai 
Divenne solista col singolo Mugiwara de Dance 
È entrata in politica negli anni 2000[12]
- No.41 Noriko Kaise
- No.42 Makiko Saito 
Membro delle Ushirogami Hikaretai 
Divenne solista col singolo Yaritai Hodai
- No.43 Toshie Morita
- No.44 Naoko Takada
- No.45 Yumiko Yoshida
- No.46 Sanae Nakajima
- No.47 Yuriko Yamamori
- No.48 Kayo Agatsuma 
Divenne solista dopo la fine del gruppo conl singolo Private wa Dangerous
- No.49 Mitsuko Yoshimi 
Originariamente No.1 delle Onyanko Club B-Gumi
- No.50 Miyuki Sugiura 
Originariamente No.2 delle Onyanko Club B-Gumi
- No.51 Kumiko Miyano 
Originariamente No.3 delle Onyanko Club B-Gumi
- No.52 Wakako Suzuki

Inoltre il gruppo contava anche diversi Membri Associati:
- Hiroko Tominaga 
Membro No.4 delle Onyanko Club B-Gumi.
- Mayumi Yamazaki 
Membro No.4 delle Onyanko Club B-Gumi.
- Yolinda Yan 
Membro tocinante 
Unico membro non giapponese 
Divenne una famosa cantante Cantopop in Hong Kong[13]

## Discografia

### Singoli
|                | Titolo                                                | Lato B | Data di Uscita | Posizione in Classifica | Informazioni Aggiuntive | Album                                 |
| Canyon Records | Canyon Records                                        | Canyon Records                                                                                             | Canyon Records | Canyon Records          | Canyon Records | Canyon Records                        |
| -------------- | ----------------------------------------------------- | --- | -------------- | ----------------------- | --- | ------------------------------------- |
| 1              | Sailor Fuku wo Nugasanaide (セーラー服を脱がさないで) | Hayasugiru Sedai                                                                                           | 05/07/1985     | 5                       | Front: - Eri Nitta - Miharu Nakajima - Satomi Fukunaga - Kazuko Utsumi | KICK OFF                              |
| 2              | Oyoshi ni Natte ne TEACHER (およしになってねTEACHER)  | Teddybear no Koro -Shojo no Kaori- Cantata da Eri Nitta                                                    | 21/10/1985     | 2                       | Front: - Eri Nitta - Miharu Nakajima - Satomi Fukunaga - Kazuko Utsumi | Yume no Catalogue                     |
| 3              | Jaa Ne (じゃあね)                                     | Arerere(アレレレ) Front: - Eri Nitta - Miharu Nakajima - Satomi Fukunaga - Kazuko Utsumi                   | 21/02/1986     | 1                       | Ultimo singolo di Miharu Nakajima | Yume no Catalogue                     |
| 4              | Otto CHIKAN! (おっとCHIKAN!)                          | Omoide Bijin (思い出美人) Cantata da Kazuko utsumi                                                         | 21/04/1986     | 1                       | Front: - Eri Nitta - Kazuko Utsumi - Sanae Jyounouchi - Ruriko Nagata - Mutsumi Yokota | Super Best                            |
| 5              | Osaki ni Shitsurei (お先に失礼)                       | Print no Natsu (プリントの夏) Cantata da Kazuko utsumi                                                     | 21/07/1986     | 1                       | Front: - Harumi Tomikawa - Yukiko Iwai - Tomoko Fukawa - Marina Watanabe | Kahou                                 |
| 6              | Koi wa Question (恋はくえすちょん)                    | Anmitsu no Daisakusen (あんみつ大作戦)                                                                     | 01/11/1986     | 1                       | Front: - Ruriko Nagata - Yukiko Iwai - Mako Shirahishi - Akiko Ikuina Sigle di apertura e chiusura dell'anime Anmitsu-Hime Ultimo singolo di Mami Yumioka, Takako Okamoto e Maki Takibatake | Kahou                                 |
| 7              | NO MORE Renai Gokko (NO MORE恋愛ごっこ)               | Anata Dake Oyasuminasai (あなただけ おやすみなさい)                                                        | 21/01/1987     | 1                       | Front: - Harumi Tomikawa - Ruriko Nagata - Yukiko Iwai - Mako Shirahishi | Kahou                                 |
| 8              | Katatsumuri Samba (かたつむりサンバ)                  | Meshibe to Oshibe (めしべとおしべ) Front: - Ruriko Nagata - Mako Shirahishi - Noriko Kaise - Kayo Agatsuma | 21/05/1987     | 1                       | Front: - Harumi Tomikawa - Shizuka Kudo - Mitsuko Yoshimi - Miyuki Sugiura | Head on Stereo Selects Series Onyanko |
| 9              | Wedding Dress (ウェディングドレス)                    | Watashi wo Yoroshiku (私をよろしく)                                                                        | 21/08/1987     | 2                       | Front: - Harumi Tomikawa - Ruriko Nagawa - Mako Shiraishi - Mutsumi Yokota - Tomoko Fukawa Ultimo singolo prima dello scioglimento                                                          | Head on Stereo Selects Series Onyanko |
| 10             | Shoumi Kigen (ショーミキゲン)                         | Doukyuusei (同級生)                                                                                        | 20/11/2002     | 48                      | Singolo di reunion del gruppo Contiene le versioni karaoke delle canzoni del singolo |                                       |

### Album in studio
|                | Titolo                         | Tracce | Data di uscita | Posizione in classifica |
| Canyon Records | Canyon Records                 | Canyon Records | Canyon Records | Canyon Records          |
| -------------- | ------------------------------ | --- | -------------- | ----------------------- |
| 1              | KICK OFF                       | Lato A 1. Ijiwarune Darlin' 2. Makkana Jitensha 3. Shii! Ai wa Oshizukani 4. Sailor Fuku wo Nugasanaide 5. Natsu no Christmas Lato B 1. Ai no Rinri Shakai 2. Hayasugiru Sedai 3. Fen wo Kikasete 4. Like a Cherry Boy 5. Houkago ni Ochikonda Shoujo | 21/09/1985     | 2                       |
| 2              | Yume no Catalogue (夢カタログ) | Lato A 1. Oyoshi ni Natte ne Teacher 2. Seiza Uranaide Me wo Togite 3. Seaside Session 4. Suki ni Nattemo Kurenai 5. Linda Lato B 1. Arere 2. Renai Mimai Moushiagemasu 3. Umbrella Angel 4. Mado Kara P T A 5. Yume no Hanabata | 10/03/1986     | 1                       |
| 3              | PANIC THE WORLD                | Disco 1 1. Otomegoko no Jyuugata 2. KISS wa MAGIC 3. Aki wo Machibuse 4. Wink de Koroshite 5. Hishochi no Mori no Tenshitachi 6. Taiikukan no Dance Terrier 7. Natsuyasumi wa Owaranai 8. Akarui Houkago no Sugoshikata 9. Kokudo Jutai 8 km 10. Hitomi no Tobira Disco 2 1. Sailor Fuku wo Nugasanaide 2. Koi no Chapter A to Z 3. Natsu no Christmas 4. Makkana Jitensh 5. Ushiroyubi Sasaregumi 6. Oyoshi ni Natte ne TEACHER 7. Fuyu no Opera Glass 8. Koi wa Ring Ring Ring 9. Jaa Ne 10. Watashi wa Rika-chan 11. Kaiin Bango no Uta                                            | 10/07/1986     | 3                       |
| 4              | SIDE LINE                      | Lato A 1. STAND UP 2. Ame no Merry-go-round 3. Heart ni Bokin wo 4. Hoshi no Ballerina 5. Shin Shin Kaiin Bango no Uta Lato B 1. Haruichiban ga Fuku no Koro 2. Popcorn Batake de Tsukamaete 3. Anmari Janai? -Koi Nashi Ko- 4. Dare no Sei Ka na 5. Anata Dake Oyasuminasai 6. One Side Game | 21/02/1987     | 1                       |
| KiRiGiRiSu     |                                | |                |                         |
| 5              | CIRCLE                         | Disco 1 1. Circle 2. Prism 3. Aoi Skech 4. Koi no Mismatch 5. Akkan! Flash Up 6. ONE WAY ROAD 7. Samui Hachigatsu 8. Konna Sora ni Shita de 9. Kisetsu no Knock 10. Tsuji no Page Hiraite 11. Kaze ni Fukarete 12. Chotto Hodo no Ki no Timing 13. Kumo no Shita wa Itsumo 14. Circle- Ending Disco 2 1. ONE NINGHT ONLY 2. Cinderella Juice 3. Makkana Mini-Skirt 4. Tasogare ni Kiss wo Shinaide 5. Ame no Ayatori 6. Watteshimatta Tamago 7. Kaze no Monogatari 8. Shiroi Kosmos no Koro 9. Mikansei Jigsaw Puzzle 10. Sekidou Tankentai 11. Ma ni Au Kamo Shirenai 12. STAGE DOOR | 05/08/1987     | 2                       |

### Album dal vivo
|                | Titolo                                                                 | Data di uscita | Posizione in classifica |                |
| Canyon Records | Canyon Records                                                         | Canyon Records | Canyon Records          | Canyon Records |
| -------------- | ---------------------------------------------------------------------- | -------------- | ----------------------- | -------------- |
| 1              | Onyanko Club Sailing Yumekoba'87 LIVE (おニャン子Sailing夢工場’87LIVE) | 03/06/1987     | -                       |                |

### Raccolte
|                | Titolo                                                                                        | Data di uscita | Posizione in classifica |                |
| Canyon Records | Canyon Records                                                                                | Canyon Records | Canyon Records          | Canyon Records |
| -------------- | --------------------------------------------------------------------------------------------- | -------------- | ----------------------- | -------------- |
| 1              | Super Best (スーパーベスト)                                                                   | 21/10/1986     | 22                      |                |
| 2              | NON STOP Onyanko (NON STOPおニャン子)                                                         | 21/12/1986     | 21                      |                |
| 3              | Kahou (家宝)                                                                                  | 05/03/1987     | 7                       |                |
| 4              | Best (ベスト)                                                                                 | 05/12/1987     | 69                      |                |
| Pony Canyon    |                                                                                               |                |                         |                |
| 5              | Head on Stereo Selects Series Onyanko (ヘッドホンステレオ・セレクトシリーズ おニャン子クラブ) | 21/08/1989     | -                       |                |
| 6              | Forever Idol Best Series Onyanko (フォーエバー・アイドル・ベスト・シリーズ おニャン子クラブ)  | 21/08/1989     | -                       |                |

Mini-Album
|          | Titolo              | Data di uscita | Posizione in classifica |          |
| CBS Sony | CBS Sony            | CBS Sony       | CBS Sony                | CBS Sony |
| -------- | ------------------- | -------------- | ----------------------- | -------- |
| 1        | Merry X'mas For You | 05/12/1986     | 3                       |          |

### Album di Remix
|             | Titolo                         | Data di uscita | Posizione in classifica |             |
| Pony Canyon | Pony Canyon                    | Pony Canyon    | Pony Canyon             | Pony Canyon |
| ----------- | ------------------------------ | -------------- | ----------------------- | ----------- |
| 1           | EURO Onyanko (EURO おニャン子) | 20/09/2000     | 69                      |             |